# Pero smithii
Pero smithii är en fjärilsart som beskrevs av Grossbeck 1906. Pero smithii ingår i släktet Pero och familjen mätare. Inga underarter finns listade i Catalogue of Life.